# Elżbieta Barszczewska
Elżbieta Barszczewska est une actrice polonaise de théâtre et de cinéma, née le 29 novembre 1913 à Varsovie et morte le 14 octobre 1987 dans cette même ville.

## Filmographie
- 1936 : Płomienne serca
- 1936 : Dziewczęta z Nowolipek - Bronka
- 1936 : Trędowata
- 1936 : Pan Twardowski
- 1937 : Ostatnia brygada
- 1937 : Kościuszko pod Racławicami
- 1937 : Granica - Elżbieta Biecka
- 1937 : Le Rebouteux
- 1938 : Geniusz
- 1938 : Profesor Wilczur
- 1939 : Nad Niemnem - Justyna
- 1939 : Trzy serca
- 1939 : Kłamstwo Krystyny

## Théâtre
incomplète
- 1934 : Le Songe d'une nuit d'été - Helena (réalisé par L. Schiller)
- 1939 : Hamlet - Ophélie
- 1947 : Oresteja - Elektra (réalisé par Arnold Szyfman)
- 1947 : Hamlet - Ophélie (réalisé par A. Szyfman)
- de 1948 à 1954 : Le Cid - Infantka (réalisé par Edmund Wierciński)
- 1948 : Fantazy - Diana (réalisé par E. Wierciński)
- 1963 : Elektra - Elektra (réalisé par Kazimierz Dejmek)
- 1964 : La Cerisaie - Raniewska (réalisé par Władysław Krasnowiecki)
- 1968 : Lilla Weneda - Roza Weneda (réalisé par August Kowalczyk)
- 1976 : Marie Stuart - Marie Stuart (réalisé par A. Kowalczyk)
- 1978 : Les Aïeux - Pani Rollinson (réalisé par Adam Hanuszkiewicz)
- 1981 : Wspomnienie - Sara Bernhardt (réalisé par Jan Bratkowski)

## Récompenses et distinctions
- Croix d'or du mérite polonais en 1953[1].